# Stratovarius (album)
Stratovarius – 11 studyjny album fińskiego power metalowego zespołu Stratovarius. Jest to ostatnie wydawnictwo na którym zagrał lider i główny kompozytor – Timo Tolkki. Stratovarius powstał po załamaniu psychicznym gitarzysty, przez który zespół omal nie przestał istnieć. Muzyka na nim zawarta jest w większości utworów o wiele cięższa i mroczniejsza, aniżeli na wcześniejszych płytach grupy, co nie spotkało się z ciepłym przyjęciem przez fanów zespołu.

## Lista utworów
1. „Maniac Dance” – 4:35
2. „Fight!!!” – 4:03
3. „Just Carry On” – 5:28
4. „Back to Madness” – 7:43
5. „Gypsy in Me” – 4:28
6. „Götterdämmerung (Zenith of Power)” – 7:13
7. „The Land of Ice and Snow” – 3:05
8. „Leave the Tribe” – 5:42
9. „United” – 7:02

## Twórcy

### Główni muzycy
- Timo Kotipelto – śpiew
- Jörg Michael – perkusja
- Jens Johansson – instrumenty klawiszowe
- Jari Kainulainen – gitara basowa
- Timo Tolkki – gitara

### Goście
- Petr Bäckström – tenor w "Back To Madness"
- Max Lilja – wiolonczela w "Back To Madness"
- Marko Vaara, Kimmo Blorn, Pasi Rantanen i Anssi Stenberg – śpiew boczny

## Informacje o albumie
- nagrywany:
  - perkusja: kwiecień 2004 w Soundtrack Studios przez Mikko Oinonen
  - gitary, gitary basowe, wokale i instrumenty klawiszowe: listopad 2004 – marzec 2005 w Goldenworks Studio i Sonic Pump Studios
- produkcja: Timo Tolkki
- mixy: Timo Tolkki, kwiecień 2005 w Goldenworks Studio
- inżynieria: Timo Tolkki
- mastering: Svante Forsback w Chartmakers
- okładka: Mattias Norén dla ProgArt Media
- fotografie: Alex Kuehr przy pomocy Claudii Vaihinger
- makijaż muzyków: Mari Vaalasranta

## Główne źródło
- informacje zawarte w książeczce albumu